# Andrés Mata (khu tự quản)
Andrés Mata là một khu tự quản thuộc bang Sucre, Venezuela. Thủ phủ của khu tự quản Andrés Mata đóng tại San José de Aerocuar. Khự tự quản Andrés Mata có diện tích 454 km2, dân số theo điều tra dân số ngày 21 tháng 10 năm 2001 là 19647 người.